# S. Shamsuddin
Sahamsudin bin Dali (né le 1er janvier 1929, et mort à Singapour le 4 juin 2013), plus connu sous le nom de S. Shamsudin, est un acteur singapourien né à Singapour, célèbre durant les années 1950 et 1960. Il est connu pour avoir interprété des personnages très drôles dans ses films. Il est reconnu à l'écran pour les mouvements rapides de son corps et sa façon très éloquente de parler. Il a joué dans de nombreux films, notamment Bujang Lapok, Antara Dua Darjat et Panggilan Pulau.

## Biographie
S. Shamsudin est né à Pasir Panjang, Singapour. Son père, Dali bin Kechik, est de Malacca, alors que sa mère, Khatijah binti Haji Ahmad, est originaire de  Geylang, Singapour. Samsuddin travaillait avec ses parents avant de se lancer dans la comédie.

## Carrière
En 1948, alors qu'il visite les studios de la Malay Studio Productions (MPF) à Jalan Ampang, Singapour, il lui est donné la chance d’apparaître comme figurant dans le film Cempaka, réalisé par BS Rajhans. Quelques jours plus tard, alors qu'il cherchait du travail, MPF l'engage comme menuisier pour le studio lui-même ainsi que pour ses décors de films. En même temps, il continue à travailler comme figurant ou danseur dans les productions du studio. On lui donne finalement un rôle dans le film Aloha, réalisé également par Rajhans, où apparaît d'ailleurs P. Ramlee. Plusieurs films lui sont ensuite proposés, il joue dans de nombreuses productions aux côtés de P. Ramlee et Aziz Sattar, notamment dans la série des Bujang Lapok.
Il réalise un film en 1955, Jashan.
Lorsque P. Ramlee retourne en Malaisie, S. Shamsuddin se retire de l'écran pour n'y apparaître que sporadiquement.

## Vie privée
Il se marie avec Puteh binti Esmoon en 1954 et est le père de 7 enfants. Son fils, Arif Shamsuddin, est un acteur de télévision. 
S. Shamsuddin vivait à Singapour.

## Filmographie
| Année | Titre                                                 |
| ----- | ----------------------------------------------------- |
| 1950  | Aloha                                                 |
| 1951  | Sejoli                                                |
| 1951  | Juwita                                                |
| 1952  | Aladdin                                               |
| 1952  | Sedarah                                               |
| 1953  | Istana Impian                                         |
| 1954  | Panggilan Pulau                                       |
| 1955  | Abu Hassan Pencuri                                    |
| 1956  | Hang Tuah                                             |
| 1956  | Panca Delima (1956)                                   |
| 1957  | Bujang Lapok (1957 - Sudin)                           |
| 1958  | Kaki Kuda                                             |
| 1958  | Sarjan Hassan                                         |
| 1959  | Pendekar Bujang Lapok (1959 - Sudin)                  |
| 1959  | Nujum Pak Belalang (1959 - Nyawa (Âme), voleur No. 2) |
| 1960  | Antara Dua Darjat                                     |
| 1961  | Ali Baba Bujang Lapok (1961 - Kassim Baba)            |
| 1961  | Seniman Bujang Lapok (1961 - Sudin)                   |
| 1962  | Siti Muslihat                                         |
| 1963  | Nasib Si Labu Labi                                    |
| 1964  | Bidasari                                              |
| 1964  | Mambang Moden                                         |
| 1964  | Tiga Abdul (1964 - Narrateur)                         |
| 1969  | Ibulah Shorga                                         |
| 1981  | Dia Ibuku                                             |
| 1981  | Setinggan                                             |
| 1981  | Penyamun Tarbus                                       |
| 1986  | Bujang Lapok Kembali Daa                              |
| 2005  | Pontianak Harum Sundal Malam 2                        |
| 2007  | Budak Lapok                                           |
| 2010  | Eee...Hantu!!!!!                                      |